# Hodges (Familienname)
Hodges ist ein englischer Familienname.

## Namensträger
- Adrian Hodges (* 1957), britischer Fernsehproduzent und Drehbuchautor
- Alpheus P. Hodges (um 1821–1858), US-amerikanischer Politiker
- Andrew Hodges (* 1949), britischer Physiker und Biograph
- Ann Elizabeth Fowler Hodges (1920–1972), US-Amerikanerin, die von einem Meteoriten getroffen wurde
- Asa Hodges (1822–1900), US-amerikanischer Politiker
- Ben Hodges (* 1958), US-amerikanischer General
- Betsy Hodges (* 1969), US-amerikanische Politikerin
- Campbell B. Hodges (1881–1944), US-amerikanischer Heeresoffizier
- Charles D. Hodges (1810–1884), US-amerikanischer Politiker
- Chelsea Hodges (* 2001), australische Schwimmerin
- Cooper Hodges (* 2000), US-amerikanischer American-Football-Spieler
- Courtney Hicks Hodges (1887–1966), US-amerikanischer General
- Craig Hodges (* 1960), US-amerikanischer Basketballspieler
- Dave Hodges (* 1968), US-amerikanischer Rugby-Union-Spieler
- David Hodges (* 1978), US-amerikanischer Musiker
- Eddie Hodges (* 1947), US-amerikanischer Sänger
- Edward Hodges (1796–1867), US-amerikanischer Komponist und Organist
- Faustina Hasse Hodges (1823–1895), US-amerikanische Komponistin und Organistin
- Frederick Hodges (Wasserspringer) (Frederick George Hodges, auch Freddie Hodges; 1921–2014), britischer Wasserspringer
- Frederick Hodges (Pianist), US-amerikanischer Konzertpianist
- Frederick Douglas Hodges (1918–1999), kanadischer Gewerkschafter, Aktivist und Politiker
- George H. Hodges (1866–1947), US-amerikanischer Politiker
- George Lloyd Hodges (1792–1862), britischer Offizier und Diplomat
- George Tisdale Hodges (1789–1860), US-amerikanischer Politiker
- Gil Hodges (1924–1972), US-amerikanischer Baseballspieler
- Glyn Hodges (* 1963), walisischer Fußballspieler
- Heather M. Hodges, US-amerikanische Diplomatin
- James L. Hodges (1790–1846), US-amerikanischer Politiker
- Jessie Hodges (* 1996), neuseeländische Radsportlerin
- Jibril Hodges (* 1984), US-amerikanischer Basketballtrainer
- Jim Hodges (* 1956), US-amerikanischer Politiker
- Johnny Hodges (1906–1970), US-amerikanischer Saxophonist
- Joseph Howard Hodges (1911–1985), US-amerikanischer Geistlicher, Bischof von Wheeling
- Joseph Lawson Hodges (1922–2000), US-amerikanischer Statistiker und Hochschullehrer
- Justin Hodges (* 1982), australischer Rugbyspieler
- Kaneaster Hodges (1938–2022), US-amerikanischer Politiker
- Ken Hodges (1922–1993), britischer Kameramann
- Lee Hodges (Fußballspieler, 1973) (Lee Leslie Hodges; * 1973), englischer Fußballspieler
- Lee Hodges (Fußballspieler, 1978) (* 1978), englischer Fußballspieler
- Leighton Hodges (* 1975), walisischer Rugby-Union-Schiedsrichter
- Leleith Hodges (* 1953), jamaikanische Sprinterin
- Lewis Hodges (1918–2007), britischer Offizier der Luftstreitkräfte des Vereinigten Königreichs (Royal Air Force)
- Luther Hodges (1898–1974), US-amerikanischer Politiker
- Michael Henry Hodges (1874–1951), britischer Admiral
- Mike Hodges (1932–2022), britischer Regisseur
- Nicolas Hodges (* 1970), englischer Pianist
- Poncho Hodges (* 1975), US-amerikanischer Schauspieler, Synchronsprecher, Basketballspieler und Trainer
- Richard Hodges (* 1952), britischer Archäologe
- Richard Hodges (* 1963), US-Politiker, bekannt durch Obergefell v. Hodges, Urteil des US Supreme Court
- Robert Hodges (1943–2021), kanadischer Eisschnellläufer und Biochemiker
- Ron Hodges (* 1949), US-amerikanischer Baseballspieler
- Ronald W. Hodges (* 1934), US-amerikanischer Insektenkundler
- Roneeka Hodges (* 1982), US-amerikanische Basketballspielerin
- Silas H. Hodges (1804–1875), US-amerikanischer Anwalt, Geistlicher und Politiker
- Teenie Hodges († 2014), US-amerikanischer R&B-Gitarrist und Songwriter
- Thomas Hodges (* 1994), australischer Volleyballspieler
- Ty Hodges (* 1981), US-amerikanischer Schauspieler
- Wilfrid Hodges (* 1941), britischer Logiker
- William Hodges (1744–1797), englischer Maler
- Zane C. Hodges (1932–2008), US-amerikanischer Theologe